# Иван Басо
Иван Басо (итал. Ivan Basso); 26. новембар 1977). је бивши италијански професионални бициклиста у периоду од 1998. до 2015. године. Басо је двоструки победник Ђиро д’Италије. Надимак у каравану био му је Иван Грозни, јер је био изузетно јак брдаш. Након освајања Ђира 2006. Басо је био увучен у допинг аферу и признао да је намјеравао да се допингује, суспендован је на две године.

## Детињство и јуниорска каријера
Басо је рођен у Галаратеу, у провинцији Ломбардије. Комшија му је био Клаудио Кјапучи, бивши италијански професионални бициклиста. 1995. освојио је друго место на светском првенству за јуниоре, а прве победе остварио је 1997. године. Највећи успех у јуниорској каријери остварио је 1998. када је освојио светско првенство за возаче до 23 године. Данило Ди Лука је тада изјавио да би он освојио светско првенство да није било тимске тактке 
Пре него што је почео професионалну каријеру, завршио је геометријски факултет.

## Професионална каријера

### Почетак каријере
Професионалну каријеру почео је 1999. у тиму Скоти, али је и даље возио трке за возаче до 23 године. Возио је и Ђиро д’Италију, али је није завршио. Прву професионалну победу остварио је 2000. године, освојио је Ређо Тур, у Немачкој, претходно је завршио на 52 месту Ђиро д’Италију. 2001. је прешао у тим Фаса Бортоло. Освојио је Тур Медитерана и друго место на Флеш Валону. Возио је и свој први Тур де Франс, где је отишао у бег на осмој етапи, на дан Бастиље, али је пао на спусту у финишу и морао је да напусти Тур.
Године 2002, је завршио трећи на Лијеж—Бастоњ—Лијежу и освојио је класифијацију за најбољег младог возача на Тур де Франсу, где је завршио на 11 месту у генералном пласману.

### 2003 — 2005.
2003. упркос добрим резултатима на Тур де Франсу претходних година, Басо није био изабран за највећу италијанску трку, Ђиро д’Италију, јер, како је изјавио менаџер тима, Басо није остварио довољно победа. Пропустивши Ђиро, возио је Тур де Франс, завршио га је на седмом месту на Тур де Франсу, упркос томе што је имао слабу подршку од сувозача, који су у првом делу трке помогли Алесандру Петакију да победи на четири етапе, а затим су напустили Тур због тровања храном. Басо је остао са само двојицом сувозача. Након Тура, освојио је друго место на класику Сан Себастијан. Добио је понуду за продужетак уговора, али је прешао у тим ЦСЦ, где је спортски директор био Бјарне Рис. У новом тиму је био лидер, заједно са Тајлером Хамилтоном. Због слабих хронометрашких способности, Басо и његов сувозач, Карлос Састре, отишли су пре почетка 2004. у Масачусетс, где су увежбавали аеродинамичну позицију на бициклу.
Године 2004, је завршио други на Туру Медитерана и осми на Лијеж—Бастоњ—Лијежу. Пропустивши Ђиро, возио је Тур де Франс. Басо је победио на етапи 12, на Турмалеу, испред Ленса Армстронга, на још две етапе је завршио други, али је био лош на хронометрима, на брдском хронометру, на етапи 16, Басо је завршио осми, а у току вожње га је стигао Ленс Армстронг. И на хронометру, на етапи 19, Басо је био лош и у генералном пласману га је престигао Андреас Кледен. На крају, освојио је треће место на Туру, 6 минута и 40 секунди иза Армстронга. Након Тур де Франса, био је члан италијанског тима на светском првенству у Верони, где је помогао Луки Паолинију да освоји бронзану медаљу. У финишу сезоне освојио је трку Ђиро дела Емилија и завршио је трећи на Ђиро ди Ломбардији.
У јануару 2005. Басу је умрла мајка. На почетку сезоне остварио је победу на мањој трци у Француској, а завршио је Лијеж—Бастоњ—Лијеж на 18 месту. На Ђиро д’Италији, Басо је био лидер до етапе 13, када је имао стомачни вирус. На етапи 14, која је ишла преко брдког циља Стелвио, Басо је изгубио 40 минута, чиме је изгубио шансе за генерални пласман. До краја, победио је на етапама 17 и 18 и завршио је Ђиро на 28 месту.
На Тур де Франсу, на првој брдској етапи, Басо је изгубио минут, али у остатку Тура, био је једини који је могао да прати Ленса Армстронга у планинама. На два хронометра, изгубио је укупно 3 минута и 47 секунди и завршио је Тур на другом месту, 4 минута и 40 секунди иза Ленса Армстронга. Током Тура, потписао је нови, трогодишњи уговор са тимом ЦСЦ. Након Тура, остварио је неколико победа у Белгији и Холандији, освојио је Тур Данске, уз четири етапне победе, и освојио је Гала Тур де Франс, трку у Луксембургу.

### 2006.
Године 2006, је освојио етапу на Критеријуму Интернационал и десето место на Лијеж—Бастоњ—Лијежу. На Ђиро д’Италији, Басо је стартовао добро, завешио је на 13 месту на хронометру на првој етапи, а затим је тим ЦСЦ освојио екипни хронометар на петој етапи. Басо је соло дошао до победе на осмој етапи, када је пратио Дамијана Кунега и отишао му у финишу. Победом је узео и розе мајицу. На хронометру, на етапи 11, Басо је возио изванредно и завршио је други, иза Јана Улриха. У наставку Ђира, Басо је доминирао, победио је на етапама 16 и 20 и освојио је Ђиро са 9 минута и 18 секунди испред другопласираног Хозе Енрикеа Гутјереза, што је највећа разлика од 1965.

#### Операција пуерто
Басо је намеравао да вози и Тур де Франс, али су 30. јуна менаџери Тур де Франса објавили да неколико возача, укључујући Ивана Баса, неће возити на Туру, због сумњи о умешаности у допинг аферу, операција пуерто, о којој се водила истрага у Шпанији. Басо је био осумњичен да је примио допинг крвљу од доктора Фуентеса, на шпанској клиници. Тужба није поднесена, али сви про тур тимови имају споразум по којем ниједан возач који је осумњичен за допинг не може да вози про тур трке и тако је Басо склоњен из тима ЦСЦ за Тур де Франс.
У новембру 2006. Басо је прешао у тим Дискавери, са којим је возио Тирено—Адриатико. 24. априла 2007. италијански олимпијски комитет је поново покренуо истрагу о умешаности Баса у операцију пуерто и Басо је суспендован из тима. 30. априла 2007. тим Дискавери објавио је да је са Басом раскинут уговор јер је сам то тражио.
Дана 7. маја 2007. Басо је изјавио да је контактирао доктора Фуентеса у намери да се допингује, али се није допинговао. 15. јуна 2007. Басо је суспендован на две године. Време које је провео под суспензијом у тиму ЦСЦ и Дискаверију, урачунато му је и суспензија му је истекла 25. октобра 2008.

### 2009 — 2012.
Након истека суспензије, Басо је потписао за италијански тим Ликвигас, где је остао седам година. Прва трка после истека суспензије, била му је куп Јапана, где је завршио трећи, иза Дамијана Кунега и Ђованија Висконтија. 2009. освојио је Ђиро дел Трентино, а завршио је пети на Ђиро д’Италији, иза победника Дениса Мењшова, Данила Ди Луке, Франка Пелицотија и Карлоса Састреа, на Вуелта а Еспањи је завршио четврти, иза Алехандра Валвердеа, Самјуела Санчеза и Кадела Еванса.
Године 2010, тим Ликвигас је дошао јак на Ђиро д’Италији, са Басом и Винченцом Нибалијем. Иван Басо је освојио етапу 15, Мон Зонколан, а након етапе 19, узео је лидерску мајицу, коју је успео да сачува до краја, што му је донело други освојени Ђиро. Након Ђира, покушао је да освоји и Тур, али се мучио у задњој недељи у планинама и завршио је тек на 32 месту. Након Тура освојио је трку Карнаго у Италији и три трке у Шпанији.
Године 2011, почео је на Туру Сан Луис, а прву победу у сезони остварио је на трци у Лугану. Тирено—Адриатико је завршио на четвртом, а Вуелта Каталонију на седмом месту. Пропустио Ђиро д’Италију, фокусирајући се на Тур де Франс, у покушају да га освоји, али није био довољно јак и завршио је на осмом месту, а након поништавања Контадорових резултата, припало му је седмо место. Након Тура освојио је Ђиро Паданија трку и завршио је четврти на Ђиро ди Ломбардији.
Године 2012., Басо се вратио на Ђиро д’Италију, где је завршио на петом месту. Возио је и Тур де Франс, као помоћник Винченцу Нибалију, који је освојио треће место, Басо је завршио на 25 месту. У финишу сезоне освојио је Куп Јапана.

### 2013 — 2015.
Године 2013, је завршио осми на Туру Пољске и десети на Вуелти Бургос. Возио је Вуелта а Еспању, али је није завршио. На крају сезоне завршио је девети на Туру Пекинга.
Године 2014, почео је на Тирено—Адриатику, где је завршио на 24 месту, Ђиро д’Италију завршио је на 15 месту.
Након две сезоне без запаженијих резултата, Басо је на крају 2014. године, прешао у Тинкоф—Саксо тим, где је, као бивши гранд тур победник, имао улогу да помогне Контадору да освоји Ђиро д’Италију и Тур де Франс у истој години.
Контадор је освојио Ђиро, а Басо је завршио на 51 месту. Током Тур де Франса, дијагностикован му је рак тестиса и напустио је Тур пре почетка девете етапе. У септембру 2015. године, Тинкоф тим је објавио да се Басо опоравио потпуно након операције у Милану и да се враћа бициклзму, ипак, истог месеца, Басо је објавио крај каријере. Остао је у Тинкофу као менаџер.

## Приватни живот
Басо живи у Касано Мањанеу, у Галаратеу, у Италији, са женом и четворо деце. Купио је земљу у родном граду и покренуо је фарму боровница.